# Edmond Van Offel
Pour les articles homonymes, voir Van Offel.
Edmond Van Offel, né à Anvers le 14 avril 1871 et mort à 's-Gravenwezel le 5 septembre 1959, est un écrivain, poète, peintre, aquafortiste et un illustrateur belge.
Il est surtout connu comme écrivain. Ses œuvres sont notamment conservées au Musée royal des Beaux-Arts d'Anvers.
Il est membre des cercles artistiques De Scalden et Eenigen.

## Biographie

### Famille
Edmond, né Edmond Marie Gabriel Van Offel à Anvers le 14 avril 1871, est le fils de Jean Baptiste Edmond Van Offel (1849-1930), teinturier et mercier et de Gabrielle Lava (1853-1889), mariés à Anvers le 4 novembre 1872. L'écrivain Horace Van Offel (1876-1944) et le peintre Stan Van Offel (1885-1924) sont ses frères. Marié à Anvers le 14 octobre 1893 avec Mathilde De Ruysser (née à Borgerhout le 27 avril 1873), Edmond Van Offel est père de trois fils.

### Formation
Edmond Van Offel est étudiant durant quatre ans à l'Académie royale des beaux-arts d'Anvers. Il bénéficie de l'enseignement littéraire de Pol de Mont.

### Carrière plurielle
Dès 1893, Edmond Van Offel collabore à Van Nu en Straks, revue littéraire et artistique flamande d'expression néerlandaise, créée la même année, en publiant un poème intitulé Mei. Son premier recueil de poésie Bloie paraît en 1896. Il est connu d'un public plus large lorsque le poète Frédéric de France publie en 1902 un album de dessins qu'il demande à Edmond Van Offel de réaliser à Paris. Il illustre ensuite de nombreux ouvrages, principalement des livres pour la jeunesse.
En tant que peintre, il réalise principalement des scènes de genre, des figures, des nus et des paysages. Mais il se fait surtout connaître comme graphiste. Au point de vue de l'art graphique, Edmond Van Offel est, à partir de 1897, membre du cercle artistique De Scalden, dont il est l'un des participants les plus actifs, illustrant notamment l'album de 1897 et présent aux expositions. À la même époque, il est membre du collectif Eenigen (1900-1905). Il expose aussi dans le cadre des collectifs anversois Als ik Kan (1901) et De Kapel. Au Salon de l'Art idéaliste de 1898, il envoie plusieurs dessins, de même qu'au Salon d'art religieux de 1899. Sa facture symboliste est influencée par les préraphaélites britanniques. Au Salon d'Anvers de 1926, il envoie Argo, peinture très décorative,.
Affichiste, Edmond Van Offel crée plusieurs modèles qui connaissent le succès. Il est aussi désigné comme professeur de typographie à l'École des arts et métiers d'Anvers. Edmond Van Offel donne également des conférences en salle et des causeries radiophoniques. 
En 1943, il publie son unique roman « Adriaan », concernant le peintre Adriaen Brouwer. En 1950, paraît Anvers 1900, un recueil d'anecdotes. Son dernier ouvrage est un recueil de souvenirs familiaux et personnels intitulé Père raconte. En novembre 1952, la députation permanente de la province d'Anvers lui accorde le grand prix pour l'ensemble de ses œuvres littéraires.
Edmond Van Offel meurt à 's-Gravenwezel, section de Schilde, le 5 septembre 1959, à l'âge de 88 ans.

## Collection muséale
- Musée royal des Beaux-Arts d'Anvers[9] :
  - Salvator mundi (1898), encre sur papier, format 17,2 × 23,3 cm, inventaire no 2647 ;
  - Les Fiancés (1902), crayon et aquarelle sur carton, format 19,6 × 18,1 cm, inventaire no 1633 ;
  - La procession à 's-Gravenwezel (1951), huile sur toile, format 83,5 × 93 cm, inventaire no 2954 ;
  - Le peintre Quinten Massijs (s.d.), plume et encre sur carton, format 25 × 16,7 cm, inventaire no 1402.